# Гризингер, Теодор
Карл Теодор Гризингер (нем. Theodor Griesinger; 11 декабря 1809, Кирнбахе (ныне Вольфах, Баден-Вюртемберг) — 2 марта 1884, Штутгарт) — немецкий писатель

, издатель, редактор.

## Биография
Изучал протестантское богословие в Тюбингенском университете. В молодости принадлежал к духовному званию. За участие в революции 1848—1849 годов в Германии (он издавал демократическую газету «Die Volkswehr») 2 года просидел в тюрьме, затем, оправданный судом присяжных, эмигрировал в Северную Америку, где провёл 5 лет. Вернулся в Штутгарт в 1857 году, где и умер 2 марта 1884 года.
Дебютировал, как прозаик в 1838 году со знаменитыми «Силуэтами из Швабии», редактировал журнал «Der Schwäbische Humorist» в 1839—1841 годах, затем поступил на работу в книжный магазин.
Автор ряда исторических произведений.
Из его многочисленных сочинений наиболее известны: «Silhouetten aus Schwaben» (4 изд. 1868); «Satirische Bilder über Altes u. Neues» (1840); «Lebende Bilder aus Amerika» (1858); «Die alte Brauerei oder Kriminalmysterien von Neuyork» (1859); «Emigrantengeschichten» (1858); романы: «Die letzten Zeiten der Grävenitz» (1839); «Das Damenregiment an den verschiedenen Höfen Europas» (1866—1870), «Zwölf Schicksalswege» (1870) и другие.

## Избранная библиография
- Lebende Bilder aus Amerika, Stuttgart, 1858
- Emigrantengeschichten, 2 Bände, Stuttgart, 1858
- Die alte Brauerei, oder Kriminalmysterien aus New York, Tuttlingen, 1859
- Im hohen Norden, Reisen und Abenteuer in den Polarländern, Stuttgart, 1864
- Mysterien des Vatikans, Stuttgart, 1865
- Die Jesuiten, 2 Bände, Stuttgart, 1866
- Das Damenregiment an den verschiedenen Höfen Europas, 4 Bände, Stuttgart, 1866—1870
- Württemberg, nach seiner Vergangenheit und Gegenwart in Land und Leuten geschildert, Stuttgart, 1866
- Von 1789 bis 1866. Illustrirte Geschichte der Neuzeit von der französischen Revolution bis auf unsere Tage, Leipzig und Stuttgart, 1867
- Die Geheimnisse des Escurial: Nachtbilder und Blutscenen vom spanischen Königshofe, Stuttgart, 1869
- Illustrirte Geschichte der Neuzeit von 1866 bis 1869, Stuttgart, 1870
- Zwölf Schicksalswege, 3 Bände, Stuttgart, 1870
- Die Maitressenwirthschaft in Frankreich, Stuttgart, 1874